# Hípetre
L'hípetre (plural hípetres; de vegades hipetros) és un edifici o espai arquitectònic que no està cobert per un sostre, especialment en arquitectura antiga. Prové del grec hypaethros: un tipus de temple grec la cella del qual queda a cel obert i, per extensió, qualsevol edifici o part d'un edifici sense sostre. A l'arquitectura egípcia monumental, la sala hípetra era l'espai arquitectònic descobert del temple egipci, acostumava a estar envoltada de columnes, a manera de pati porticat i era immediatament posterior als pilons de l'entrada anterior a les sales hipòstiles cobertes, on es trobava la cella que guardava la imatge de la divinitat. Els primers hypetros es van construir en els temples annexos dels complexos de les piràmides de Keops i Micerí. Aquesta disposició va influir en el disseny dels megarons micènics. També es van construir temples sense sostre a l'Índia, en els estats d'Orissa, Madhya Pradesh i Uttar Pradesh als segles VIII al XI. Aquests temples hípetres de planta rodona o rectangular van ser dedicats a les deesses anomenades Yoginis.